# Dietrich von Bothmer
Dietrich Felix von Bothmer (* 26. Oktober 1918 in Eisenach; † 13. Oktober 2009 in New York) war ein deutsch-amerikanischer Klassischer Archäologe.

## Familie
Er war der Sohn des königlich-preußischen Obersten Wilhelm von Bothmer (1869–1922) und dessen Ehefrau Marie, geborene Freiin von und zu Egloffstein (1887–1960). Bothmer heiratete am 28. Mai 1966 in New York die in erster Ehe geschiedene Joyce Blaffer (* 27. August 1926 in Houston, Texas, USA), die Tochter des Industriellen Robert Lee Blaffer (1875–1942) und der Sarah Jane Campbell (1885–1975). Das Ehepaar hat zwei Kinder. Sein älterer Bruder war der Ägyptologe Bernard V. Bothmer.

## Leben und Karriere

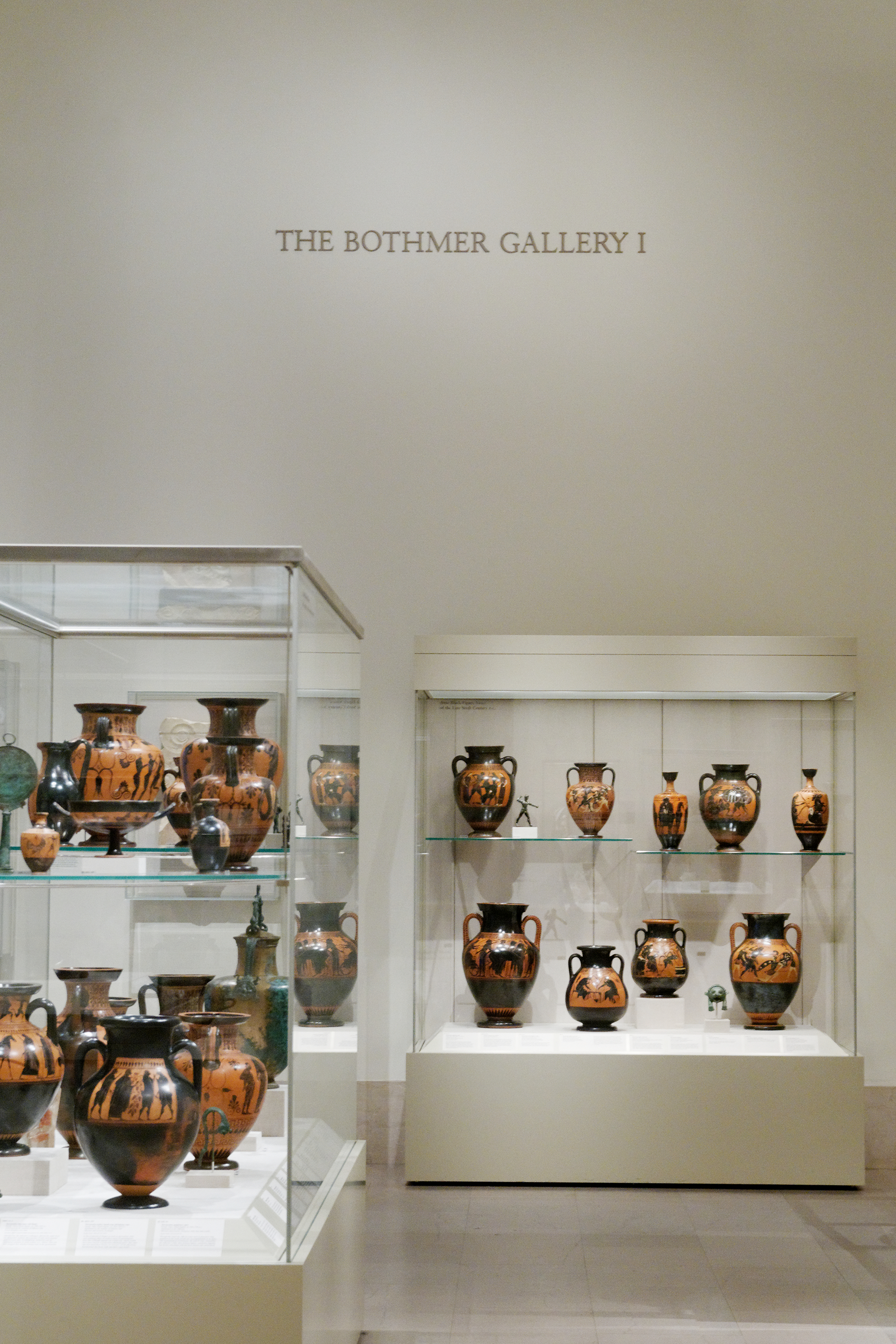
Ein Raum der Bothmer Gallery im Metropolitan Museum of Art

Bothmer begann sein Studium an der Friedrich-Wilhelms-Universität zu Berlin. Zusammen mit seinem Bruder Bernard V. Bothmer war er von Ernst Morwitz 1927 in den Georgekreis eingeführt worden. Beide hielten den Kontakt auch über den Tod des Dichters aufrecht. Nach der Emigration Morwitz‘ in die USA ging er 1938–39 zunächst mit einem Rhodes-Stipendium an die Universität Oxford. Dort traf er John D. Beazley, der ihm die griechischen Vasen nahebrachte. Er ging dann nicht nach Deutschland zurück, sondern in die USA, wo er 1944 an der Universität in Berkeley promoviert wurde. Hier nahm er wie sein Bruder erneut Kontakt zu Morwitz auf, der ihn als Erben einsetzte. In dieser Funktion sorgte er dafür, dass dessen Nachlass einer wissenschaftlichen Auswertung und Veröffentlichung bis heute nicht zugänglich ist. 1944/45 diente er im Pazifikkrieg. 1946 begann er seine Arbeit am Metropolitan Museum of Art in New York, wo er den Rest seines Lebens verbringen sollte, von 1973 bis 1990 als Leiter des Greek and Roman Department. Daneben lehrte er von 1965 bis 2006 als Professor am Institute of Fine Arts der New York University.
Sein wissenschaftliches Spezialgebiet war die griechische Kunst und hier besonders die Vasenmalerei. Er trug eine der bedeutendsten Sammlungen von Fragmenten griechischer Vasen zusammen, die er dem Michael C. Carlos Museum der Emory University vermachte. Für Diskussionen sorgten seine Kontakte zum Handel mit illegal erworbenen Antiken und insbesondere der 1972 erfolgte Erwerb eines großen Kelchkraters des spätarchaischen Vasenmalers Euphronios für das Metropolitan Museum, der 2008 an Italien zurückgegeben wurde.

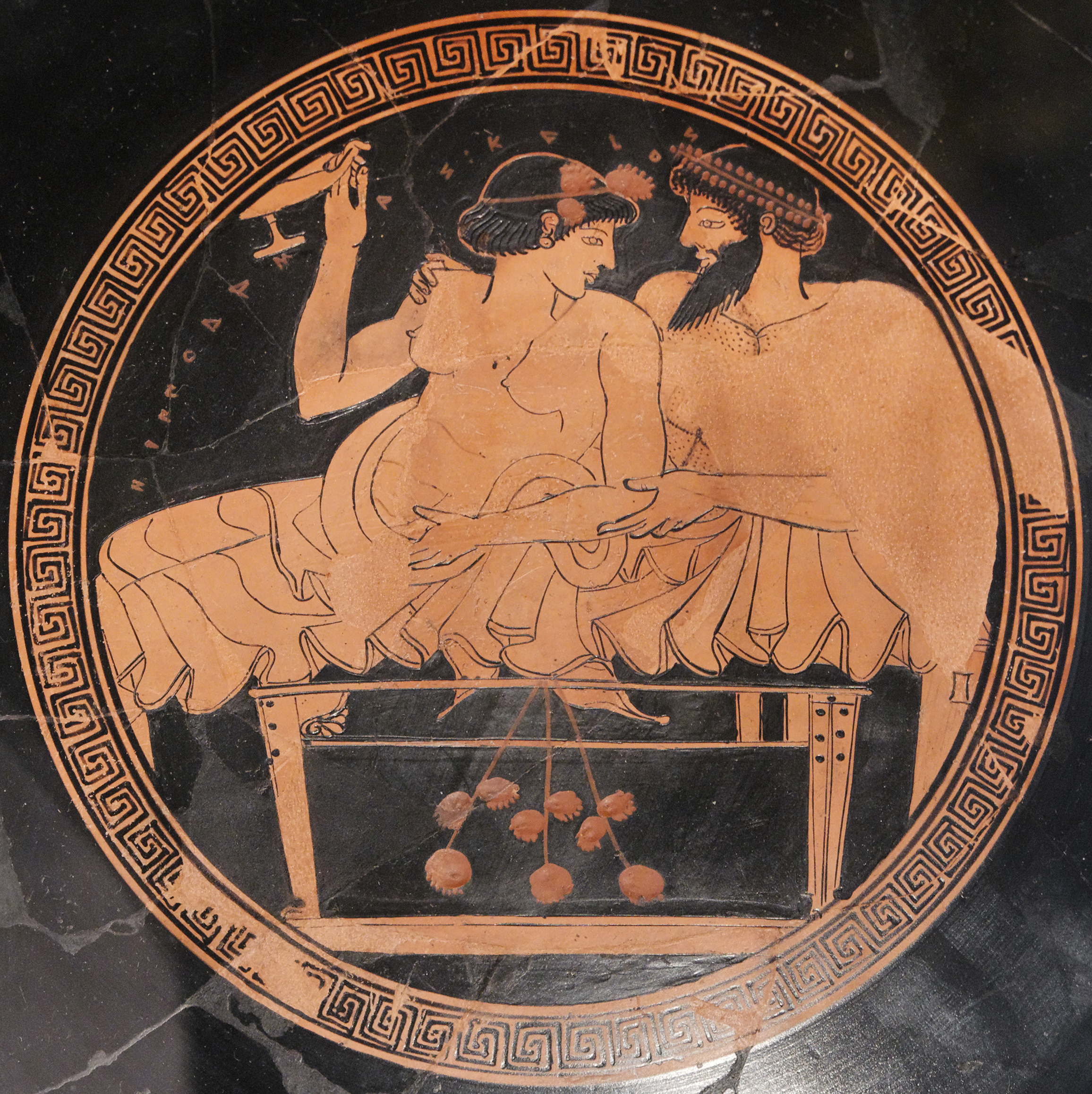
Kylix mit zweifelhafter Provenienz (2022 beschlagnahmt)

Ende 2022 wurde eine Kylix (1979.11.8) beschlagnahmt, die Bothmer aus zahlreichen Fragmenten rekonstruiert hatte. Die Fragmente waren von verschiedenen Händlern zu unterschiedlichen Zeiten angekauft worden. Heute wird angenommen, dass alle Fragmente aus einem Grabraub stammen und die Kylix eventuell sogar erst nach dem Fund fragmentiert wurde, um die Einzelstücke leichter verkaufen zu können.
Neben zahlreichen anderen Ehrungen war von Bothmer korrespondierendes Mitglied der Académie des Inscriptions et Belles-Lettres und ordentliches Mitglied des Deutschen Archäologischen Instituts.

## Schriften (Auswahl)
- Greek, Etruscan and Roman Antiquities, an Exhibition from the Collection of Walter Cummings Baker. New York 1950.
- Amazons in Greek Art. Oxford 1957 (= Dissertation University of California, Berkeley 1944).
- Ancient art from New York private collections. Catalogue of an exhibition held at the Metropolitan Museum of Art, December 17, 1959 - February 28, 1960. New York 1961.
- mit Joseph V. Noble: An Inquiry into the Forgery of the Etruscan Terracotta Warriors in the Metropolitan Museum of Art. New York 1961.
- Corpus Vasorum Antiquorum. United States of America Vol. 12. The Metropolitan Museum of Art, New York. Fasc. 3: Attic Black-Figured amphorae. 1963.
- Greek and Roman art. Guide to the collections. Metropolitan Museum of Art. New York 1964. 2. Auflage 1975.
- Der Euphronioskrater in New York. In: Archäologischer Anzeiger 1976, S. 485–512.
- Greek Vase-Painting. An Introduction. Bulletin of the Metropolitan Museum of Art. New York 1972. 2. Auflage 1987.
- mit Mary B. Moore: Corpus Vasorum Antiquorum. United States of America. Vol. 16 The Metropolitan Museum of Art, New York, Fasc. 4: Attic black-figured neck-amphorae. 1976.
- A Greek and Roman treasury. Bulletin of the Metropolitan Museum of Art 42,1. New York 1984.
- The Amasis Painter and His World. Vase-Painting in Sixth-century B.C. Athens. Malibu 1985.
- Glories of the Past. Ancient Art from the Shelby White and Leon Levy Collection. New York 1990.